# Ceratopsion cuneiformis
Ceratopsion cuneiformis är en svampdjursart som beskrevs av Patricia R. Bergquist 1970. Ceratopsion cuneiformis ingår i släktet Ceratopsion och familjen Raspailiidae.
Artens utbredningsområde är havet kring Nya Zeeland. Inga underarter finns listade i Catalogue of Life.